# Tour Desafio
Tour Desafío fue la séptima gira musical de Malú, para promocionar su álbum Desafío, uno de los más grandes de su carrera. Después de llenar en Madrid y Barcelona, la madrileña se enfrentó a una intensa gira que duró casi un año, dando 70 conciertos. 
En uno de los últimos conciertos de esta intensa gira, y tras cumplir una década en el mundo de la música, la madrileña grabó en DVD el concierto de Córdoba y lo lanzó al mercado titulado Gracias. Este fue el primer álbum recopilatorio que publica la cantante, como símbolo de agradececimiento por el apoyo recibido en la gira, y en los diez años de su carrera. Esta publicación incluye 15 canciones de trabajos anteriores y tres no editadas en sus discos, aunque no inéditas. Además, incluye el concierto celebrado en Córdoba en el Pabellón de Vistalegre el día 29 de septiembre de 2007 dentro de su Tour Desafío.

## Fechas
| Europa                   |                            |         |                                     |
| 3 de marzo de 2007       | Salamanca                  | España  | CAEM                                |
| 8 de marzo de 2007       | La Laguna                  | España  | Teatro La Laboral                   |
| 10 de marzo de 2007      | La Pueblanueva             | España  | Sala Eco Varadero                   |
| 14 de marzo de 2007      | Castellón                  | España  | Recinto de Conciertos               |
| 15 de marzo de 2007      | Valencia                   | España  | Antiguo Cauce del Río Turia         |
| 14 de abril de 2007      | Ronda                      | España  | Paseo Blas Infante                  |
| 19 de abril de 2007      | Cullera                    | España  | Paseo Alemany                       |
| 20 de abril de 2007      | Torrelodones               | España  | Casino Gran Madrid                  |
| 21 de abril de 2007      | Mérida                     | España  | Centro cultural Alcazaba            |
| 26 de abril de 2007      | Belicena                   | España  | Caseta municipal                    |
| 28 de abril de 2007      | Arucas                     | España  | Plaza de San Juan                   |
| 30 de abril de 2007      | La Gineta                  | España  | Salón municipal                     |
| 2 de mayo de 2007        | Coín                       | España  | Caseta municipal                    |
| 4 de mayo de 2007        | Dos Hermanas               | España  | Auditorio municipal Los Del Río     |
| 5 de mayo de 2007        | La Palma del Condado       | España  | Teatro España                       |
| 10 de mayo de 2007       | Jaén                       | España  | Plaza de Toros La Alameda           |
| 11 de mayo de 2007       | Nerja                      | España  | Parque Verano Azul                  |
| 14 de mayo de 2007       | Valladolid                 | España  | Plaza Mayor                         |
| 19 de mayo de 2007       | Cáceres                    | España  | Auditorio de Cáceres                |
| 24 de mayo de 2007       | Valencia                   | España  | Aparcamiento Feria Valencia         |
| 2 de junio de 2007       | Antequera                  | España  | Caseta municipal                    |
| 7 de junio de 2007       | Madrid                     | España  | Telefónica Madrid Arena             |
| 15 de junio de 2007      | Barcelona                  | España  | Barcelona Teatre Musical            |
| 16 de junio de 2007      | Cartagena                  | España  | Parque Torres                       |
| 23 de junio de 2007      | Alhaurín de la Torre       | España  | Caseta municipal                    |
| 29 de junio de 2007      | Piedras Blancas            | España  | Plaza Europa                        |
| 30 de junio de 2007      | Polán                      | España  | Campo de fútbol municipal           |
| 7 de julio de 2007       | Alboraya                   | España  | Recinto ferial de Alboraya          |
| 16 de julio de 2007      | Baracaldo                  | España  | Herriko Plaza                       |
| 18 de julio de 2007      | Cox                        | España  | Glorieta de España                  |
| 20 de julio de 2007      | Cunit                      | España  | Campo de fútbol municipal           |
| 21 de julio de 2007      | Las Escaldas-Engordany     | Andorra | Carpa de Conciertos                 |
| 27 de julio de 2007      | Collado Villalba           | España  | Plaza de los Belgas                 |
| 28 de julio de 2007      | Ciudad Real                | España  | Plaza de Toros                      |
| 29 de julio de 2007      | Las Gabias                 | España  | Caseta municipal                    |
| 30 de julio de 2007      | Ceuta                      | España  | Auditorio de la caseta municipal    |
| 1 de agosto de 2007      | Cantillana                 | España  | Plaza de toros                      |
| 3 de agosto de 2007      | Chiclana de la Frontera    | España  | Recinto ferial de Chiclana          |
| 4 de agosto de 2007      | Albolote                   | España  | Campo de fútbol municipal           |
| 5 de agosto de 2007      | Baeza                      | España  | Auditorio municipal de Baeza        |
| 8 de agosto de 2007      | Puebla de Vallbona         | España  |                                     |
| 9 de agosto de 2007      | Elche                      | España  | Barraca de Cadena 100               |
| 11 de agosto de 2007     | Riogordo                   | España  | Recinto ferial                      |
| 14 de agosto de 2007     | Montealegre del Castillo   | España  | Polideportivo municipal             |
| 15 de agosto de 2007     | Fortuna                    | España  | Recinto del colegio público         |
| 17 de agosto de 2007     | Gibraleón                  | España  | Recinto ferial                      |
| 18 de agosto de 2007     | La Coronada                | España  | Campo de fútbol municipal           |
| 20 de agosto de 2007     | Toledo                     | España  | Recinto ferial La Peraleda          |
| 21 de agosto de 2007     | Librilla                   | España  | Recinto de fiestas                  |
| 23 de agosto de 2007     | Arafo                      | España  | Plaza de Arafo                      |
| 25 de agosto de 2007     | Tordesillas                | España  | Plaza de Toros                      |
| 27 de agosto de 2007     | San Sebastián de los Reyes | España  | Auditorio municipal                 |
| 28 de agosto de 2007     | Tomelloso                  | España  | Jardines del parque                 |
| 29 de agosto de 2007     | Cieza                      | España  | Plaza de España                     |
| 31 de agosto de 2007     | Villaluenga del Rosario    | España  | Plaza de Toros                      |
| 1 de septiembre de 2007  | Guadix                     | España  | Plaza de las Palomas                |
| 2 de septiembre de 2007  | Carranque                  | España  | Campo de fútbol municipal           |
| 4 de septiembre de 2007  | Camarma de Esteruelas      | España  | Plaza del Paseo                     |
| 6 de septiembre de 2007  | Ayamonte                   | España  | Recinto ferial                      |
| 7 de septiembre de 2007  | Torrenueva                 | España  | Campo de fútbol municipal           |
| 8 de septiembre de 2007  | Monóvar                    | España  | Sociedad Cultural Casino de Monóvar |
| 10 de septiembre de 2007 | Moguer                     | España  | Caseta municipal                    |
| 11 de septiembre de 2007 | Mijas                      | España  | Caseta municipal                    |
| 14 de septiembre de 2007 | Brunete                    | España  | Plaza Mayor de Brunete              |
| 15 de septiembre de 2007 | Yecla                      | España  | Calle Jática                        |
| 16 de septiembre de 2007 | Albacete                   | España  | Caseta de los Jardinillos           |
| 21 de septiembre de 2007 | Algemesí                   | España  | Plaza de Toros de Algemesí          |
| 22 de septiembre de 2007 | Santa Cruz de Tenerife     | España  | Plaza de la Candelaria              |
| 29 de septiembre de 2007 | Córdoba                    | España  | Pabellón de Deportes Vista Alegre   |
| 2 de octubre de 2007     | Naquera                    | España  | Plaza del Ayuntamiento              |
| 6 de octubre de 2007     | Tarragona                  | España  | Rambla Nova                         |
| 12 de octubre de 2007    | Benahavís                  | España  | Pabellón de Deportes de Benahavís   |

- Datos: Q24938762